# Tempête tropicale Alex (2022)
Pour les articles homonymes, voir Cyclone tropical Alex.
La tempête tropicale Alex est le premier cyclone tropical nommée de la saison 2022. Il est né à partir de l'onde tropicale restante de l'ouragan Agatha qui a frappé la côte pacifique du Mexique à la fin mai et qui s'est réactivé entre la péninsule du Yucatán et Cuba le 2 juin sous forme d'un creux barométrique. Comme la zone orageuse était seulement dans son quadrant Est, le National Hurricane Center l'a d'abord désigné cyclone tropical potentiel Un.
Traversant le sud du golfe du Mexique sans mieux s'organiser, il a laissé de la pluie torrentielle de Cuba aux Bahamas. Le système est cependant devenu la tempête tropicale Alex en débouchant dans l'Atlantique la nuit du 4 au 5 juin. Celle-ci est passée au nord des Bermudes le 6 au matin puis s'est transformée en cyclone extratropical en fin de journée. L'ex-Alex s'est ensuite dirigé vers le nord-est et il est passé entre l'Écosse et l'Islande les 10 et 11 juin avant de se dissiper au large de la côte norvégienne le 13.
Les inondations associées au précurseur d’Alex ont tué trois personnes à Cuba, ainsi que causé des dégâts modérés dans ce pays et dans le sud de la Floride. Les Bermudes s'en sont tirés avec des dégâts minimes par le vent. La tempête extratropicale qui a succédé à Alex a aussi donné des vents forts et des pluies sur l'Europe du Nord-Ouest.

## Évolution météorologique
L'ouragan de catégorie 2 du Pacifique nommé Agatha a frappé la côte sud-ouest du Mexique près de Puerto Ángel, Oaxaca le 30 mai. Le système s'est ensuite déplacé vers le nord-est tout en faiblissant rapidement pour dégénérer en une dépression résiduelle sur le terrain montagneux du sud du Mexique. Cependant, l'onde tropicale en altitude a poursuivi vers la péninsule du Yucatán. À 21 h UTC le 2 juin, le NHC a émis un premier bulletin pour le cyclone tropical potentiel Un alors qu'un large centre dépressionnaire mal défini et associé à une zone orageuse entre la péninsule du Yucatán et Cuba pouvait devenir un système tropical au cours des 24 heures suivantes. Des veilles de tempête tropicale ont été lancées pour Cuba et la Floride par la même occasion, surtout pour des pluies torrentielles. Trois heures plus tard, le gouvernement des Bahamas a émis une veille de tempête tropicale pour ses îles du nord-ouest.
Le 3 juin, le système n'a pas réussi à développer un centre unique en traversant le sud du golfe du Mexique à cause du cisaillement des vents et d'un apport d'air sec dans son quadrant ouest, ressemblant plutôt à un creux allongé. À 3 h UTC le 4, le NHC rapportait que les accumulations de pluie sur l'ouest de Cuba dépassaient les 250 mm en 24 heures. À 12 h UTC, le cyclone potentiel a atteint le sud-ouest de la Floride, toujours mal organisé et en accélération vers le nord-est. À 21 h UTC, il ressortait sur l'Atlantique.
C'est à 6 h UTC le 5 juin que le NHC a finalement reclassé le système comme tempête tropicale nommée Alex à 265 km à l'est-nord-est de Fort Pierce, Floride. Les Bermudes furent mises en alerte, fermant entre autres les écoles et annulant les transports publics pour le lundi 6 juin.
La nuit du 5 au 6 juin, la tempête a atteint son maximum avec des vents de 110 km/h et une pression centrale de 984 hPa tout en débutant sa transition post-tropicale. À 12 h UTC, elle est passée à 165 km au nord de l'archipel et des vents de 89 km/h avec rafales à 116 km/h ont été rapportés par une bouée météorologique. À 21 h UTC le 6, le NHC a émis son dernier message à propos d’Alex alors que le système est devenu une tempête des latitudes moyennes à 525 km au nord-est des Bermudes, se dirigeant vers l'Atlantique nord.
Une zone barocline en développement, dans un fort creux barométrique venant des provinces maritimes du Canada, a forcé le système à s'allonger de plus en plus. La réanalyse météorologique horaire du modèle européen ERA-5 a indiqué que l'ex-Alex a été absorbé par le creux à 0 h UTC le 7 juin. Quelques heures plus tard, le système combiné s'est rapidement renforcé en se déplaçant vers le nord-est. Cette tempête frontale est passée bien au large de Terre-Neuve le 8 juin avec une pression centrale de 985 hPa et en intensification. Elle s'est ensuite faufilée entre l'Islande et l'Écosse les 10 et 11 juin avec une pression centrale minimale de 975 hPa, puis a faibli rapidement avant de se dissiper au large de la Norvège le 13 juin,,.

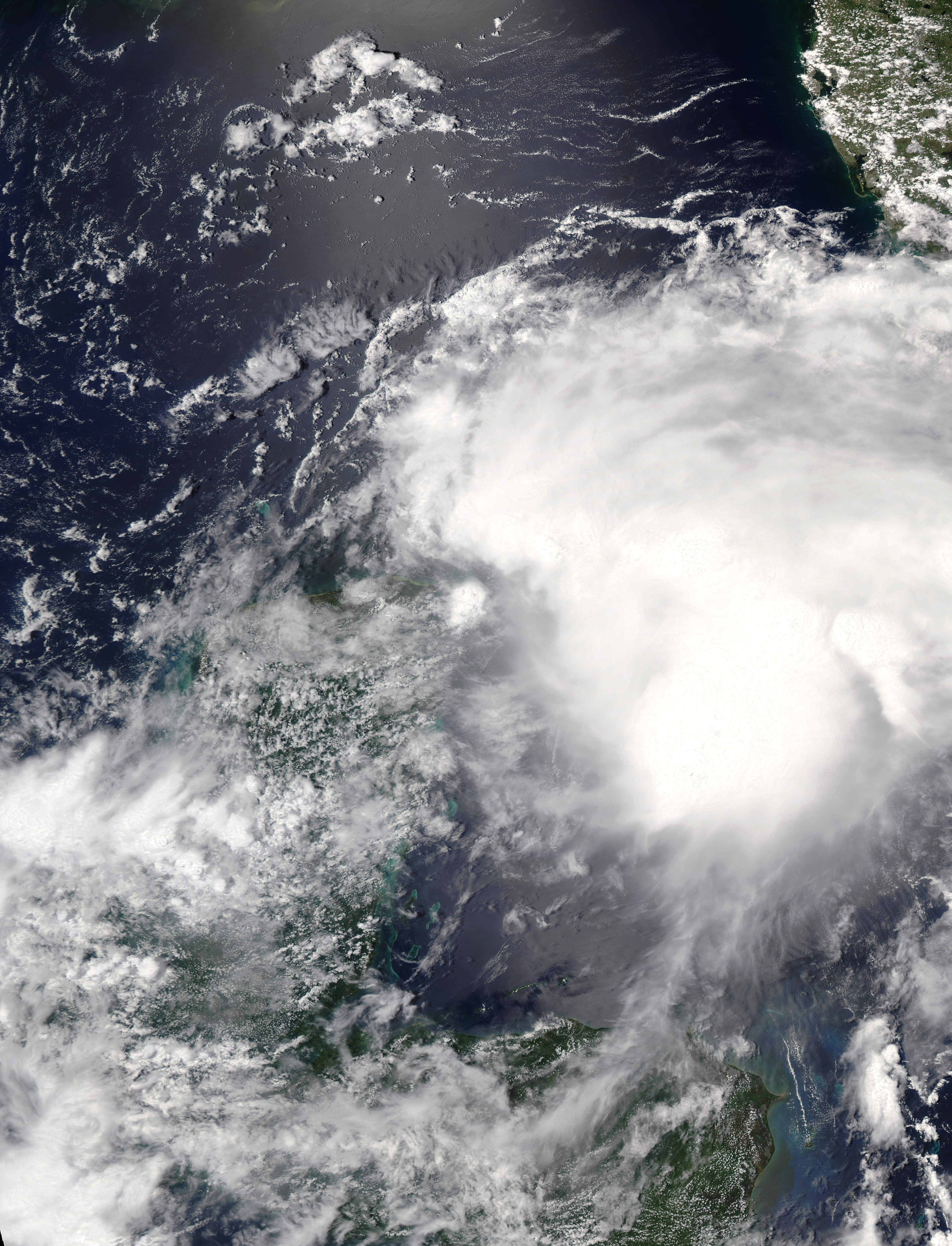
Alex le 2 juin, juste avant sa classification comme cyclone tropical potentiel par le NHC.
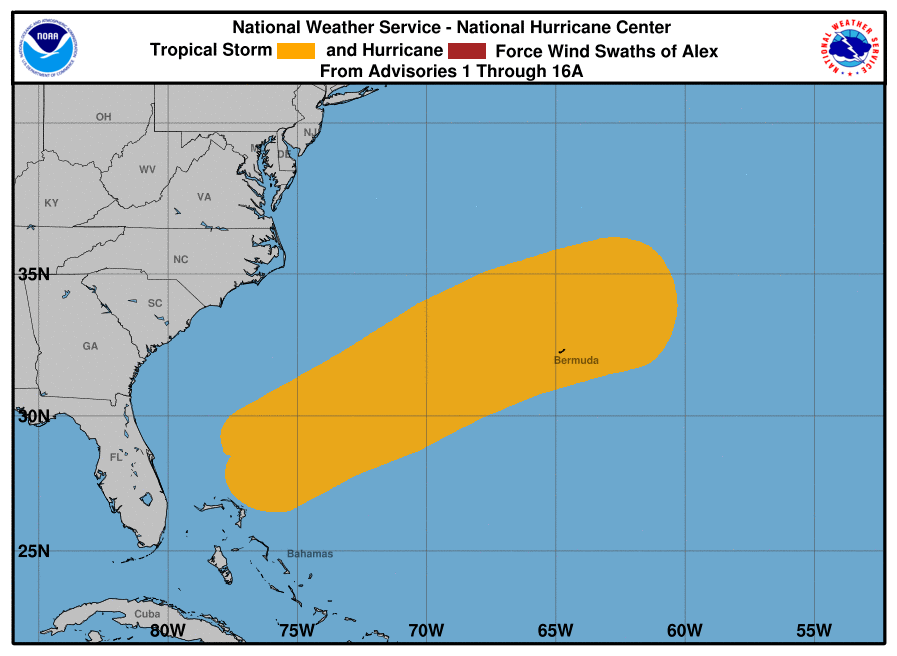
Corridor de vents de tempête tropicale avec Alex.
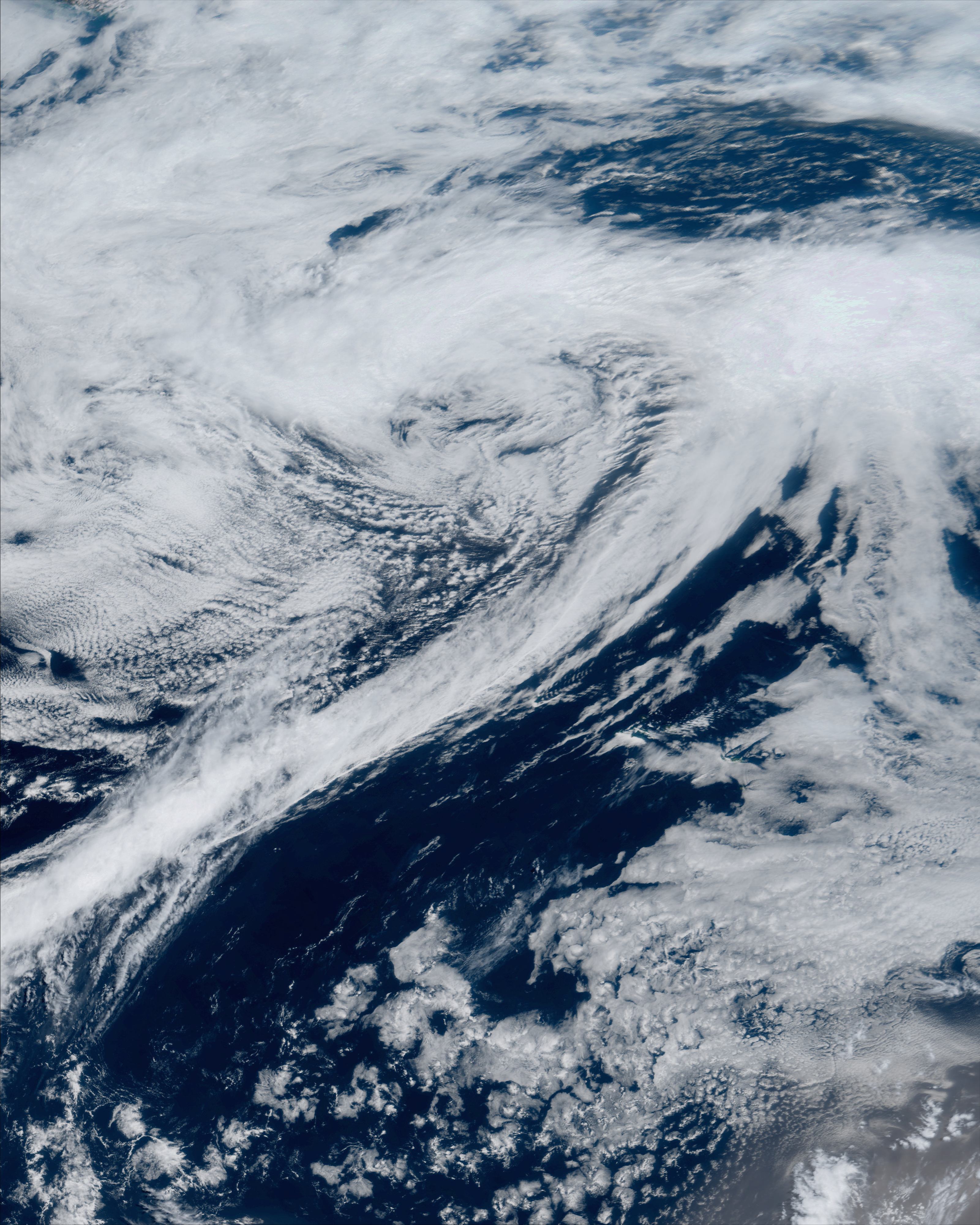
L'ex-Alex au milieu de l'Atlantique nord le 8 juin.
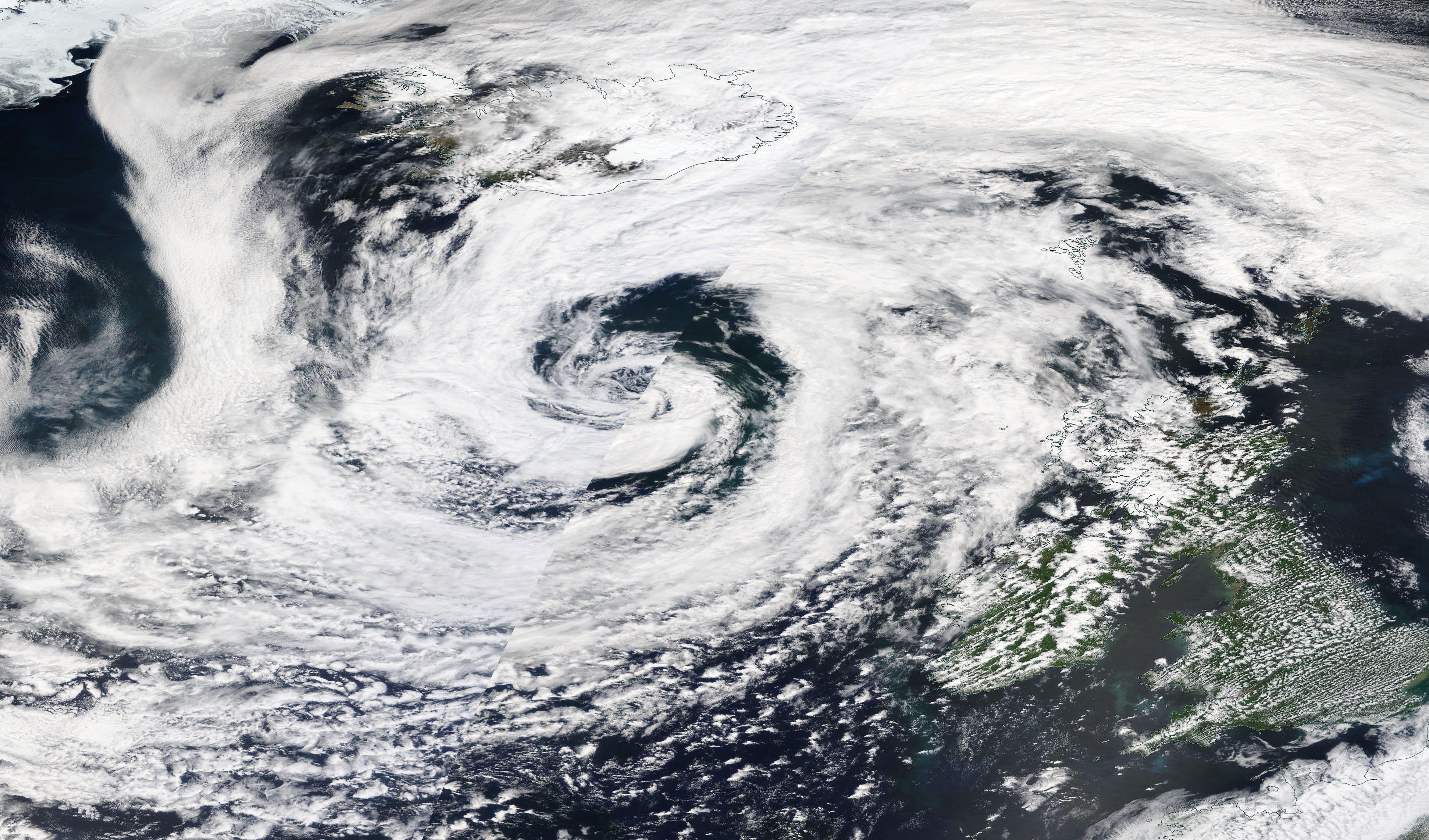
La tempête extratropicale Alex le 10 juin entre les îles Britanniques et l'Islande.

## Conséquences
Les dégâts ont surtout été signalés dans la phase de « cyclone tropical potentiel » à Cuba et en Floride. La phase de tempête tropicale n'a que peu affecté les Bermudes.

### Cuba
À La Havane, un homme de 69 ans est décédé alors que les médias ont fait état de sauveteurs évacuant des habitants dans des barques et de 60 effondrements de logements par glissements de terrain. Les eaux de crue ont aussi endommagé 148 maisons. Dans le municipalité havanaise de Cerro, les eaux de crue ont atteint presque la hauteur de la taille et un pont s'est effondré. Une autre personne  est morte dans la province de La Havane et 50 000 clients ont perdu l'électricité.
Dans la province de Pinar del Río, un passant de 44 ans est tombé dans une rivière en crue et fut d'abord porté disparu, puis retrouvé mort à Minas de Matahambre. Une autre personne dans la même province s'est noyé portant le compte à 4 décès. Plusieurs milliers de personnes ont été déplacées par les inondations dans cette province.

### Floride et Bahamas

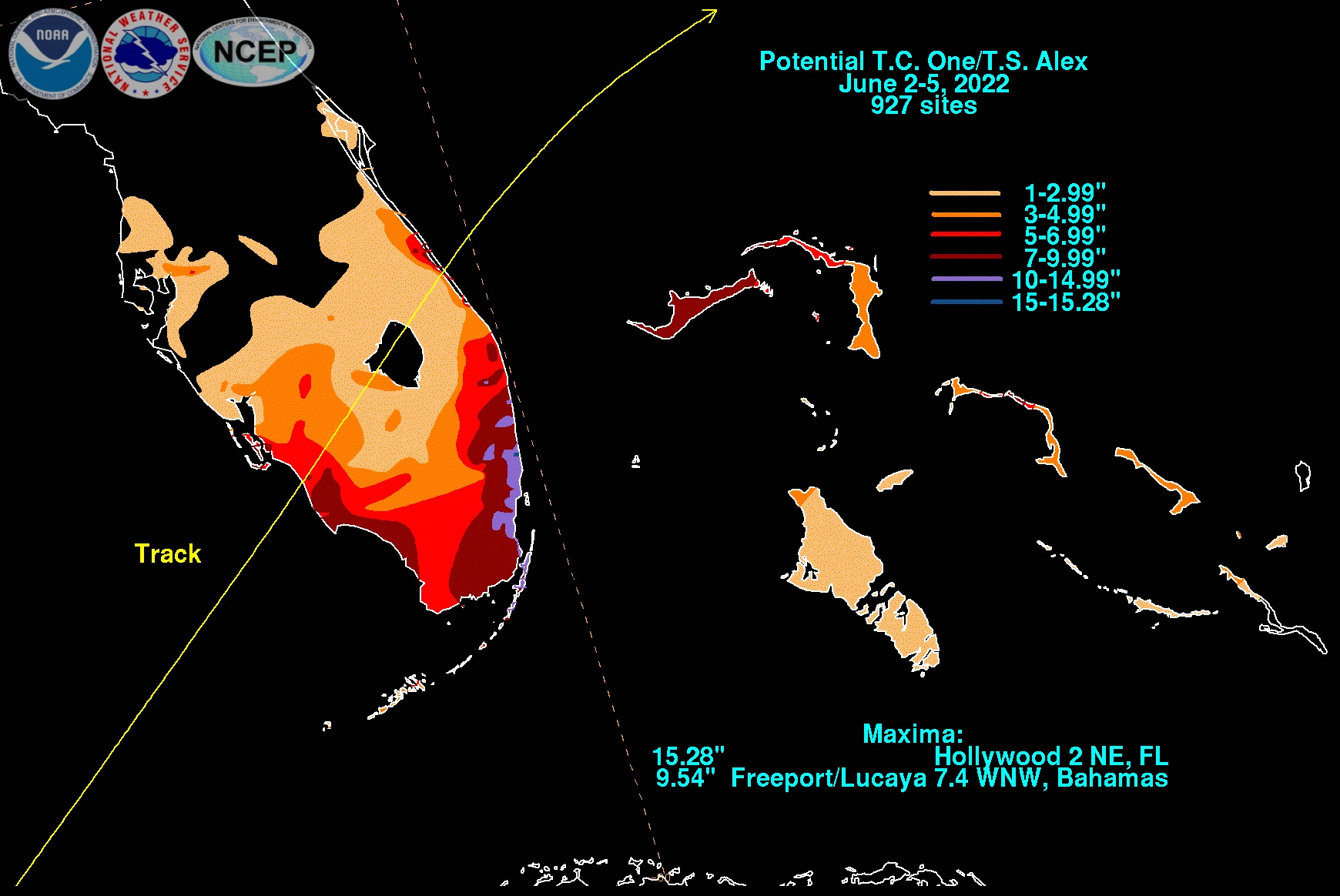
Accumulation de pluie sur la Floride et les Bahamas (1 pouce = 25.4 mm).

Dans le sud de la Floride, il est tombé plus de 250 mm en 72 heures selon AccuWeather et le National Weather Service. Key Largo et Biscayne Park ont même signalé jusqu'à 300 mm et le maximum fut de 377 mm à Hollywood,. Des crues soudaines se sont produites et les secouristes du comté de Miami-Dade ont dû aider plusieurs automobilistes bloqués dans les inondations.
L'usine de traitement des eaux usées de Miami a risqué de déverser des eaux contaminés dans la ville. Nombre de sous-sols ont été inondés dans la région mais peu de pannes de courant ont été signalées, environ 3 500 clients. À Key Largo, un bateau de 8 mètres a coulé après s'être rempli d'eau de pluie. À Pompano Beach, les vents ont renversé un grand arbre sur une maison mobile, la rendant inhabitable.
Au Bahamas, les îles les plus au nord nord ont reçu de fortes quantités de pluie avec un maximum de 9,54 pouces (242 mm) à Freeport sur Grand Bahama selon la carte ci-contre.

### Bermudes
Aux Bermudes, les dégâts furent mineurs. la compagnie de distribution d'électricité Belco a confirmé qu'environ 1 000 clients ont perdu le courant durant la nuit du 5 au 5 juin à cause d'arbres ou de branches cassés. Des dizaines d'oiseaux de mer morts ont été retrouvés échoués sur les plages de la rive sud après le passage de la tempête mais il n'a pas été possible de savoir s'il y avait cause à effet.

### Europe
L'ex-Alex est passé entre l'Islande et l'Écosse comme une forte tempête synoptique. Son principal effet fut de donner des rafales jusqu'à 90 km/h et des bandes de fortes averses ou d'orages sur le nord des îles Britanniques et les îles Féroé,. Des pointes de vent de 131,6 km/h ont même été signalés sur la montagne Aonach Mòr en Écosse, et de plus de 100 km/h sur le pic Great Dun Fell dans le nord de l'Angleterre,.
Sur la côte sud de l'Islande, les vents de 70 km/h avaient des rafales locales plus intenses.